# Хёйнис, Ян Христиан
Ян Христиан Хёйнис (африк. Jan Christiaan Heunis, 20 апреля 1927 — 27 января 2006) — южноафриканский политический деятель, и. о. президента ЮАР (1989).

## Биография
Родился в Юниондейле, Капская провинция. После получения образования с 1951 года стал работать адвокатом, параллельно занялся политикой и стал главой местного отделения Национальной партии, а также членом муниципального совета. В 1959 году был избран в Провинциальный совет.
В 1970 году был избран в Палату общин Южноафриканского парламента, а в 1974 году стал министром туризма и делам индийцев. В 1975 году занял пост министра экономики. С 1979 года участвовал в подготовке новой Конституции. В 1980–1982 годах министр внутренних дел. В 1982 года стал министром по конституционной реформе, в результате которой был учреждён трёхпалатный парламент (с отдельными палатами для «белых», «цветных» и «индийцев»). Будучи министром, принимал участие в негласных неформальных переговорах Национальной партии с Африканским национальным конгрессом. В сентябре 1986 года Ян Христиан Хёйнис был избран лидером Национальной партии в Капской провинции, победив президента Боту.
В 1987 году он чуть не проиграл выборы, и получил место в парламенте благодаря большинству всего в 39 голосов.
В начале 1989 года в течение 100 дней исполнял обязанности президента страны в связи с болезнью П. В. Боты. Он был одним из кандидатов на пост главы Национальной партии, но проиграл во втором туре.
Позднее Ян Христиан Хёйнис ушёл из политической жизни и в 1989 году вернулся к адвокатской практике.